# ZZ TRAIN
ZZトレイン（ジージートレイン）とは、2005年からバンダイより発売された軌間4.8mm、1/300スケールの鉄道玩具である。"SUPERVISOR&EDITOR"としていのうえこーいちが参画している。「ZZトレイン」の名前の由来は、走るときにジージーという音を立てるからである。

## 商品概要
最初は小学館の雑誌「ラピタ」の2005年3月号の付録として、新幹線の試作A編成1両と曲線レールが登場した。付録だけでは一周分のレイアウトを組むことができず、別途レールセットが希望者に通信販売された。
のち、コンビニ等でブラインドボックス形態で販売され、この中身は「先頭車（モーターなし）、中間車、曲線レール2本」または「先頭車（モーター付）、曲線レール1本」というものだった。また後者にはLR44電池が付属していた。
その他にセット販売のZZトレインレールセットも発売され、そちらには「先頭車（モーター付）、中間車、先頭車（モーターなし）」と「曲線レール12本、直線レール2本、ストラクチャ」が入っており、エンドレスに線路が組めるようになっていた。またこちらもLR44電池付き。
いずれも、既に商品展開は終了している。
線路はプラスチック道床と一体成形のプラスチック製である。

## メカニズム
ZZトレインの動力源にはマイクロモーターと呼ばれる携帯電話のバイブレーション機能に使われる物が入っている。サイズは縦約12mm・横約6mmと小さい。軌間はZゲージの6.5mmよりも狭い4.8mm。動力車については車輛の前寄りの屋根にスイッチがあり、後寄りの車輪が1軸駆動の駆動輪となっている。動力車は構造的には片ボギー車である。また、製品には3輛を超える連結運転をしないよう注意書きが入っている。

## モデル化された車種

### ZZトレイン 新幹線編
- 0系新幹線大窓ひかり（1964）
- 0系新幹線大窓ひかり（1984）
- E3系つばさ
- E3系新幹線こまち
- 800系新幹線つばめ
- 他シークレット2種
- 試作A編成1002号 LAPITA 2005年3月号の付録(ラピタ・トレイン)レールはZZトレインのレールとは接続できない。

### ZZトレインレールセット 新幹線編
- E3系新幹線こまち（ストラクチャー:プラットホーム）
- 800系新幹線つばめ（ストラクチャー:プラットホーム）
- 0系新幹線大窓ひかり（1964, ストラクチャー:プラットホーム）

### ZZトレイン 特急・在来線編
- 253系成田エクスプレス
- 485系300番台特急
- 485系特急しらさぎ
- E231系山手線
- E231系総武線・中央線
- 他シークレット2種

### ZZトレインレールセット 特急・在来線編3種
- 253系成田エクスプレス（ストラクチャー:歩道橋）
- E231系山手線（ストラクチャー:踏切）
- 485系300番台特急（ストラクチャー:鉄橋）